# Caribe anglófono
La Mancomunidad del Caribe es la región del Caribe con países y territorios de habla inglesa, que antaño constituían la porción caribeña del Imperio Británico y que ahora forman parte de la Mancomunidad de Naciones (Commonwealth of Nations), y por lo tanto se encuentran bajo el mandato del monarca británico, actualmente el rey Carlos III del Reino Unido. El término incluye muchas naciones insulares independientes, Territorios Británicos de Ultramar y algunas naciones continentales.
El término Caribe de la Commonwealth (Commonwealth Caribbean) se utiliza ahora con preferencia al término más antiguo Indias Occidentales Británicas, que se utilizó para describir las colonias británicas en las Indias Occidentales durante la descolonización. También se lo conoce como Caribe de habla inglesa, Caribe anglófono, Caribe anglóparlante, Caribe anglosajón, anglocaribeño o Indias Occidentales anglófonas. Aunque estos términos se utilizan para referirse al Caribe de la Commonwealth, por lo general no incluyen las comunidades anglófonas que no son parte de la Commonwealth, como las áreas insulares de los Estados Unidos.

## Países anglocaribeños
Las naciones insulares independientes que se consideran anglocaribeñas son:
- Antigua y Barbuda
- Bahamas
- Barbados
- Dominica
- Granada
- Jamaica
- San Cristóbal y Nieves
- Santa Lucía
- San Vicente y las Granadinas
- Trinidad y Tobago

Los países anglocaribeños no-insulares (países continentales o Mainland Caribbean) son:
- Belice, anteriormente conocido como Honduras británica.
- Guyana, anteriormente conocido como Guayana británica.

Asimismo, en la región del Caribe se encuentran 6 de los 8 últimos territorios británicos de ultramar que quedan en el continente americano, vestigios del antiguo Imperio británico, pendientes a descolonizar. Generalmente, a estos territorios de ultramar también se los conoce como British West Indies (Indias Occidentales Británicas):
- Anguila
- Bermudas[nota 1]
- Islas Caimán
- Islas Vírgenes Británicas
- Montserrat
- Islas Turcas y Caicos

Aunque no se consideran parte del Caribe anglófono, las áreas insulares de los Estados Unidos en el mar Caribe son:
- Puerto Rico (forma parte del Caribe hispanófono)
- Islas Vírgenes de los Estados Unidos
- Isla de Navaza (deshabitada)

Entre 1958 y 1962, hubo una federación de corta duración entre varios países del Caribe anglófono, llamada Federación de las Indias Occidentales.
El Caribe anglófono forma un equipo compuesto de críquet. La Selección de críquet de Indias Occidentales incluye a Guyana, como otra antigua colonia británica. Bermudas, las Islas Vírgenes de EE. UU., las Islas Vírgenes Británicas, y las Antillas neerlandesas, de habla inglesa, también participan en actividades deportivas relacionadas con el Caribe anglófono, como el Twenty20.

## Comunidades anglófonas informales en América Central

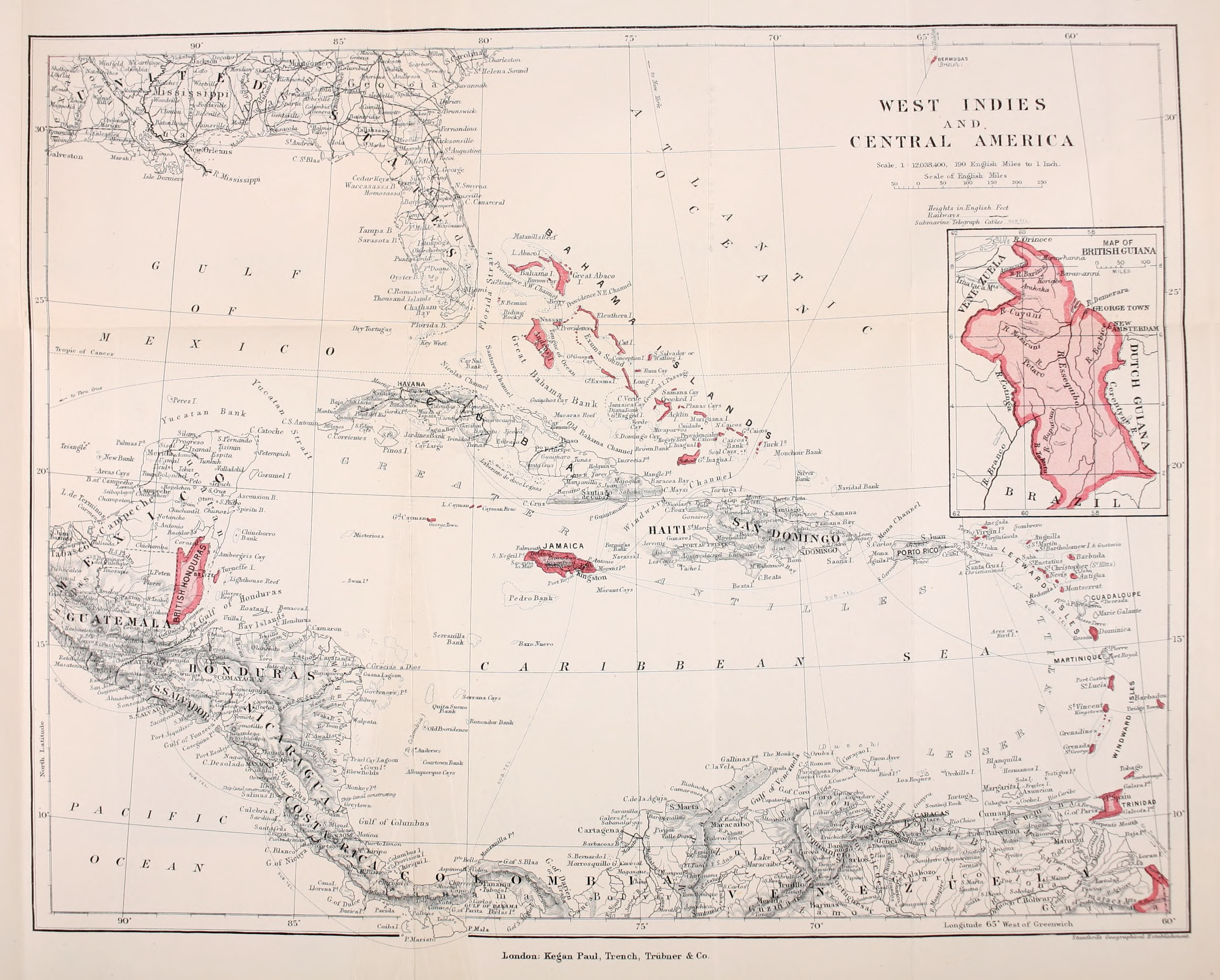
Colonias británicas y difusión del idioma Inglés en el Caribe y Centroamérica en el año 1900.

Hubo otros antiguos territorios del imperio británico por la zona del Caribe (y, por tanto, durante esa época fueron anglófonos):
- Colonia de las Islas de la Bahía: entregadas a Honduras en 1859 por el Tratado de Comayagua
- Protectorado del Reino Mosquito en Costa de los Mosquitos: una parte entregada a Honduras en 1859 por el Tratado de Comayagua y la otra parte a Nicaragua en 1860 por el Tratado de Managua

Por tanto, además de estos países formalmente reconocidos, existen comunidades importantes de origen anglocaribeño a lo largo de la costa atlántica o caribeña de América Central. Estas comunidades, que comenzaron a formarse en el siglo XVII, incluyen áreas de Nicaragua y Honduras que formaron el Reino Miskito que estaba bajo protección británica tras 1740, la comunidad garífuna que fue deportada a la costa en 1797 y tomó el inglés como idioma, y las numerosas personas caribeñas anglófonas que fueron traídas a Centroamérica por las compañías del canal (los esfuerzos franceses y estadounidenses para crear el canal de Panamá), las compañías ferroviarias, y particularmente las compañías de frutas, como United Fruit después de la década de 1870 y particularmente en las primeras décadas del siglo XX. Muchos nunca se han integrado completamente en las comunidades de habla hispana en las que residen, como la etnia caracol en Honduras.